# Eliška a její rod
Eliška a její rod je československý komediální televizní seriál vzniklý v produkci Československé televize, která ho také v roce 1966 vysílala. Celkem vzniklo devět dílů, z nichž se dochovalo pouze sedm epizod. Seriál natočil režisér František Filip podle scénáře Jaroslava Dietla a Jiřího Hubače. Zaměřuje se na jednu pražskou hospodu a její zaměstnance v čele se servírkou Eliškou Rabasovou, kterou ztvárnila Olga Scheinpflugová.

## Příběh
Na předměstí Prahy funguje v rámci podniku Restaurace a jídelny hospoda čtvrté cenové skupiny, kterou vede svérázný, bodrý, ale mírně cholerický hostinský Evžen Kroupa. Jako servírka a kuchařka zde pracuje rázná a dobrosrdečná Eliška Rabasová, které pomáhá mladá a trochu ztřeštěná Monika. Eliška i hostinský Kroupa bydlí ve stejné budově, jako se nachází hospoda, a jednoho dne se v domě objeví neznámý podivín Sova, kterého si Eliška vezme jako podnájemníka.

## Obsazení

### Hlavní role
- Olga Scheinpflugová jako Eliška Rabasová, servírka a kuchařka
- Josef Kemr jako Svatopluk Sova, podnájemník u Elišky
- Jiří Sovák jako Evžen Kroupa, hostinský
- Iva Janžurová jako Monika, učednice a pomocnice v kuchyni

### Vedlejší role
- Jana Hlaváčová jako Věra Kaiserová, starší dcera Elišky Rabasové (minimálně 4 díly)
- Milan Mach jako Karel Šindelář (minimálně 4 díly)
- Lída Vostrčilová jako Šindelářová (minimálně 4 díly)
- Radúz Chmelík jako Vlastík Kaiser, manžel Věry Kaiserové (minimálně 3 díly)
- Dana Hlaváčová jako Zuzana Rabasová, mladší dcera Elišky Rabasové (minimálně 2 díly)
- Zdeněk Týle (minimálně 2 díly)
- Václav Lohniský jako Kocman (minimálně 2 díly)
- Jiří Schmitzer jako Jiří Kroupa, syn Evžena Kroupy (minimálně 2 díly)

## Produkce
Seriál Eliška a její rod se vyvinul z plánované televizní hry a původně pro něj tvůrci plánovali alespoň dvanáct dílů. Scenárista Jaroslav Dietl, který byl hlavním autorem pořadu, psal titulní roli servírky Elišky pro Olgu Scheinpflugovou, která ji následně skutečně přijala. Byla to jedna z mála jejích televizních rolí. Do dalších rolí obsadil režisér František Filip Josefa Kemra, začínající Ivu Janžurovou a Jiřího Sováka, který v seriálu poprvé hrál rádiovce, což pak využil i v Chalupářích. Autorsky se na seriálu podílel také Jiří Hubač, který napsal druhý díl. První šestice dílů byla od února do května 1966 natáčena živě ve studiu, přičemž obraz byl přitom nahráván pomocí telerecordingu pro televizní vysílání. Zbylé tři epizody byly natočeny běžnou studiovou prací (již nikoliv živě) od září do listopadu 1966 a obraz pro vysílání byl opět zaznamenán přes telerecording.

## Vysílání
Po Rodině Bláhově (1959–1960) a Třech chlapech v chalupě (1961–1964) byla Eliška a její rod třetím československým televizním seriálem. První díl byl na obrazovkách Československé televize uveden 16. února 1966 v 19.50 hod, závěrečný devátý pak 21. prosince 1966 v 19.55 hod. Seriál byl vysílán v přibližně měsíčním intervalu kolem osmé hodiny večerní, obvykle ve středu (pouze dva díly ve čtvrtek kolem 20.00 hod).
Záznamy posledních dvou dílů, „Živelní pohroma“ a „Staročeši proti mladočechům“, byly v pozdější době zničeny nebo ztraceny.
Všech sedm zachovaných dílů vydala v roce 2014 Česká televize na DVD. Jako bonus sem byly zařazeny i jediné čtyři dochované epizody předchozího seriálu Tři chlapi v chalupě.

### Seznam dílů
| Č. v seriálu | Název                       | Režie           | Scénář         | Datum premiéry    | Stav       |
| ------------ | --------------------------- | --------------- | -------------- | ----------------- | ---------- |
| 1            | Dcera                       | František Filip | Jaroslav Dietl | 16. února 1966    | dochován   |
| 2            | Podnájemník                 | František Filip | Jiří Hubač     | 16. března 1966   | dochován   |
| 3            | Syn                         | František Filip | Jaroslav Dietl | 27. dubna 1966    | dochován   |
| 4            | Hostinský                   | František Filip | Jaroslav Dietl | 12. května 1966   | dochován   |
| 5            | Monika                      | František Filip | Jaroslav Dietl | 8. června 1966    | dochován   |
| 6            | Benjamínek                  | František Filip | Jaroslav Dietl | 29. června 1966   | dochován   |
| 7            | Utopenec                    | František Filip | Jaroslav Dietl | 12. října 1966    | dochován   |
| 8            | Živelní pohroma             | František Filip | Jaroslav Dietl | 3. listopadu 1966 | nedochován |
| 9            | Staročeši proti mladočechům | František Filip | Jaroslav Dietl | 21. prosince 1966 | nedochován |

## Přijetí
Podle Zdeňka Bláhy z Rudého práva odstoupil Jaroslav Dietl, coby hlavní autor Elišky a jeden z autorů předchozích Tři chlapů v chalupě, od anekdotických narážek na současnou společnost, na čemž byli postaveni Tři chlapi, a v Elišce se zaměřil na dramatické charaktery a všední životní situace. Herecké obsazení v čele s Olgou Scheinpflugovou potom označil za znamenité. Příběhově však byl seriál podle Rudého práva spíše zklamáním kvůli triviálním motivům, absenci výraznější myšlenky a konvenčnímu útlému příběhu, i když režie Františka Filipa pomohla seriálu k vyrovnanosti a přehlednosti. Bláha také označil sedmý díl „Utopenec“ kvůli „krizi scenáristy“ i „problémům inscenačním“ (nezralý herecký výkon Jiřího Schmitzera) za jeden z nejhorších, „co jsme zatím v tomto žánru viděli“. Naopak Dušan Havlíček z týdeníku Kulturní tvorba uvedl, že „Utopenec [je] zřetelně kvalitativním krokem vpřed v tomto seriálu, který dlouho nemohl najít svou tvářnost“. Pochválil Dietlův scénář s „typickým dietlovským humorem“, stylizovanou lidovou řečí, trefně umístěnými aktuální narážkami a přímočarostí příběhu, stejně jako postavu Sovákova hostinského i Filipovu režii.